# Plaque d'immatriculation française
Pour les autres articles nationaux ou selon les autres juridictions, voir plaque d'immatriculation.

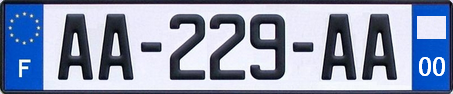
Plaque d'immatriculation française (depuis avril 2009) : le logo de la région ou de la collectivité apparaît dans le rectangle blanc au-dessus du numéro de département. Il y a obligation d'indiquer un département (choisi librement par le propriétaire du véhicule), la région étant alors celle dans laquelle est situé ce département. Par exemple, le numéro 69 (pour le département du Rhône) est associé au logo de la région Auvergne Rhône-Alpes ou Rhône-Alpes (avant la réforme des régions).

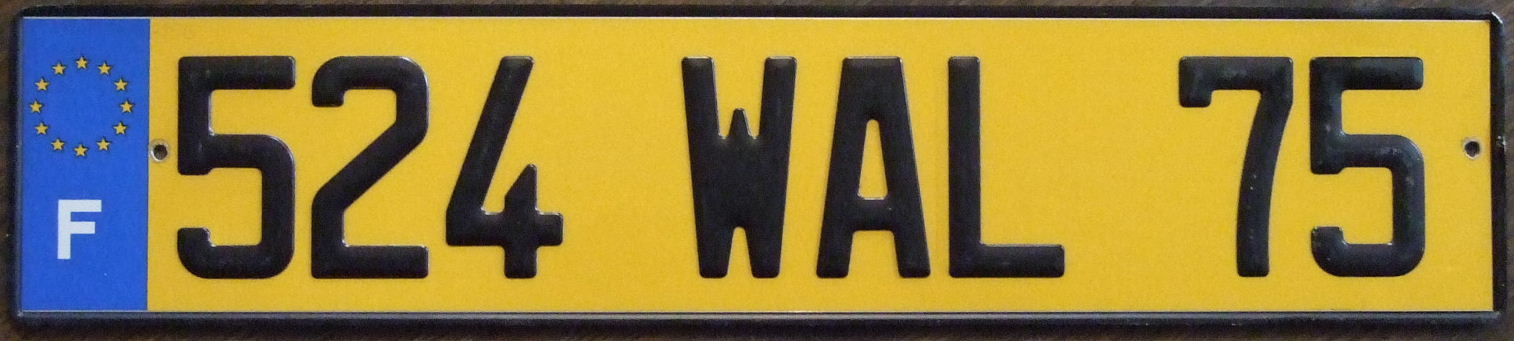
Plaque antérieure à 2009 encore présente sur certains véhicules.

La plaque d'immatriculation française est l'un des éléments du dispositif permettant l'identification d'un véhicule du parc automobile français. Elle existe sous différentes formes depuis 1901. La grande majorité des véhicules à moteur doivent en posséder une pour rouler sur les voies publiques. Les plaques d'immatriculation sont parfois appelées plaques minéralogiques, en référence à l'administration des Mines qui délivrait ces plaques au début du XXe siècle.
Depuis 1901, plusieurs systèmes d'immatriculation se sont succédé en France. Le plus récent date de 2009. Les plaques délivrées depuis cette date utilisent le format  AA-001-AA , composé de sept caractères alphanumériques : deux lettres, trois chiffres et deux lettres, ces trois groupes étant séparés par des tirets. Ce format est administré au niveau national et chaque véhicule possède une seule et unique immatriculation de sa première mise en circulation jusqu'à sa mise hors service. Les plaques n'ont pas besoin d'être changées même si le véhicule est vendu.
Les véhicules achetés avant 2009 peuvent encore présenter des plaques de l'ancien format, datant de 1950, à condition qu'aucune opération ayant nécessité l'édition d'un nouveau certificat d'immatriculation n'ait eu lieu (changement de propriétaire, de domicile, duplicata à la suite d'une perte ou d'un vol, etc.). En effet, le système de 1950 est géographique et les véhicules sont immatriculés auprès des préfectures. Les plaques devaient être changées dès que le propriétaire s'installait dans un autre département ou s'il vendait son véhicule à une personne vivant dans un autre département. Le système de 1950 utilise des immatriculations comprenant un numéro d'ordre d'un à quatre chiffres, une série d'une à trois lettres et un code départemental à deux chiffres, sauf exceptions (Corse et départements d'outre-mer).

## Format actuel

### SIV: système d'immatriculation des véhicules

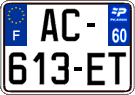
Plaque à deux lignes avec le code de l'Oise (60) et le logotype de l'ancienne région de Picardie.

Appelé système d'immatriculation des véhicules, abrégé en SIV, le format actuel est entré en vigueur le 15 avril 2009 pour les véhicules neufs et le 15 octobre 2009 pour les véhicules d'occasion. Cette immatriculation est attribuée « à vie » au véhicule qui conserve donc cette immatriculation même s'il change de département ou de propriétaire. Le SIV est un système informatique contenant notamment des données nominatives et dont les informations peuvent être croisées, d'après l'arrêté du 9 février 2009, avec d'autres fichiers informatiques.
Ce système a trois objectifs principaux : simplifier les démarches administratives des automobilistes, alléger les tâches de l'administration, et lutter contre la délinquance automobile en améliorant l'efficacité des contrôles des forces de l'ordre.
Il s'agissait également de remplacer l'ancien système FNI, dont l'épuisement était prévisible vers la fin 2025 pour la ville de Paris.
Le nouveau système de numérotation français en vigueur depuis le 15 avril 2009 est très proche des immatriculations italiennes, la seule différence étant la présence de deux tirets séparateurs  AA-999-AA  alors que les immatriculations italiennes n'ont pas de tirets  AA 999 AA . Cette particularité a déjà été à l'origine de craintes portant sur le risque de créer des confusions après un flash de radar automatique,. Le système instauré en 2011 en Albanie est très proche également mais il ne comporte pas de tirets entre les trois groupes.
Du 15 avril au 15 octobre 2009, seuls les véhicules neufs furent immatriculés dans le SIV, ainsi que les véhicules importés et ceux vendus par les Domaines. Durant ces six mois, les véhicules déjà enregistrés dans l'ancien fichier FNI continuèrent à obtenir des numéros dans les séries départementales lors des mutations. Le 15 octobre 2009, les ré-immatriculations du FNI vers le SIV sont intervenues également lors d'un changement de domicile ou de propriétaire, ou bien de manière volontaire. L'arrêté du 9 février 2009 prévoit que la ré-immatriculation totale du parc existant interviendra au plus tard le 31 décembre 2020. Cependant, cette ré-immatriculation n'a pas de caractère obligatoire lorsqu'il n'y a aucun changement de carte grise (même propriétaire, même adresse), aussi cette prévision de date est devenue caduque.
Après son extension aux véhicules d'occasion le 15 octobre 2009, le SIV a connu des difficultés importantes de fonctionnement : déconnexions intempestives, impossibilité pour les professionnels de se connecter, immatriculations de véhicules impossibles à réaliser. Ceci a entraîné un très fort mécontentement des agents des préfectures, des professionnels et surtout des usagers. De très importants retards de traitement des dossiers sont apparus, qu'il n'a été possible de résorber que par des fermetures de services. Après un an de fonctionnement, plus de 7,3 millions de véhicules ont été immatriculés dans le SIV. Le ministère de l'Intérieur indique que les dysfonctionnements apparus durant les premiers mois et les retards constatés dans certaines préfectures ont été résorbés ; toutefois, en attendant la stabilisation définitive du système, les demandes volontaires d’entrée dans le SIV n'ont été admises que plus tard.
La première plaque en SIV est attribuée à une Mazda 6 le 15 avril 2009 à 8 h. C'est aussi la première attribuée à vie (même après changement de propriétaire) jusqu'à la destruction du véhicule.  AA-001-AA 

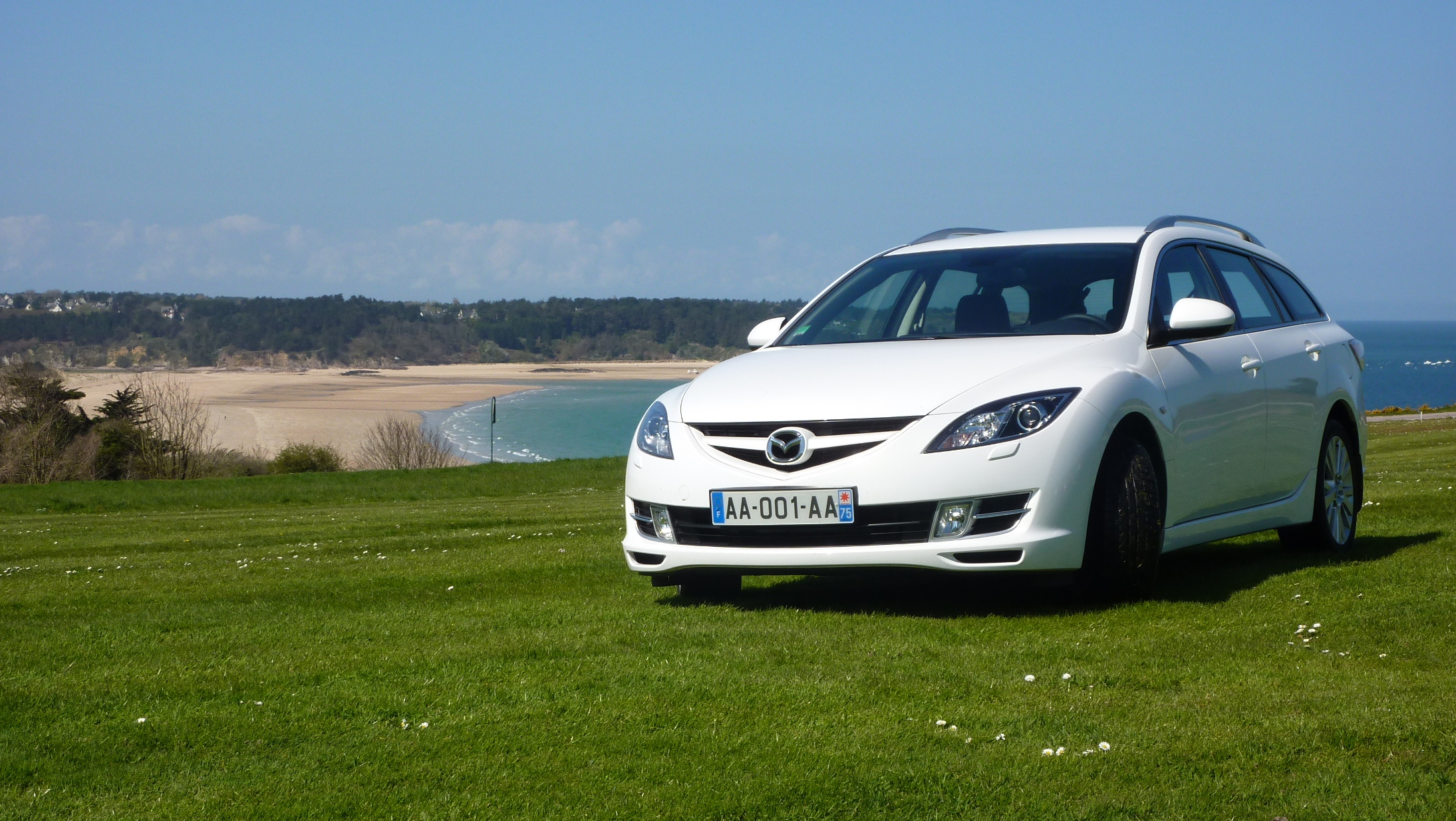
Première voiture immatriculée en SIV

### Procédure
La procédure d'immatriculation est modifiée par rapport à l'ancien système, tant pour des raisons pratiques, que de coût et de sécurisation du système.
Le propriétaire peut faire immatriculer son véhicule partout en France, quel que soit le lieu de domicile, auprès d'un professionnel de l'automobile habilité (garagiste, concessionnaire, etc.) ou d'une préfecture. Un certificat d'immatriculation provisoire, valable un mois et comportant le numéro définitif lui est remis dès paiement des taxes et lui permet de circuler immédiatement sur le territoire national uniquement. Il reçoit ensuite, dans un délai d'une semaine au maximum, par l'Agence nationale des titres sécurisés située à Charleville-Mézières, le certificat d'immatriculation à son domicile par envoi postal sécurisé.
Il est conseillé de ne pas changer de domicile entre le moment de l'attribution du numéro d'immatriculation et le délai d'une semaine, et de mettre son nom sur la boîte aux lettres pour recevoir le document. En cas d'absence, le courrier reste jusqu'à deux semaines à la poste et retourne au centre de fabrication (consignes générales pour toute réception de documents par voie postale).
Les plaques des véhicules neufs sont posées par les vendeurs (après agrément ou habilitation) ; les plaques sont traçables ce qui permet aux services de police d'identifier qui a posé la plaque.
En cas de déménagement, le certificat d'immatriculation n'a pas besoin d'être réédité. Il est cependant obligatoire de demander la modification du certificat dans un délai d'un mois afin d'y faire figurer la nouvelle adresse. Dès la déclaration (par internet), le propriétaire reçoit par courrier avec accusé de réception obligatoirement (moyen de contrôle de la véracité de l'adresse) un papillon autocollant, sécurisé lui aussi, à coller sur le certificat d'immatriculation. L'envoi du papillon autocollant est possible pour les trois premiers changements d'adresse. Au quatrième changement d'adresse, un nouveau certificat d'immatriculation doit être établi.
De plus, un fichier informatique national renouvelé avec inscription des véhicules volés et des infractions impayées, consultable par les patrouilles de police, est mis en place.

### Rôle des professionnels de l'automobile
Les professionnels de l'automobile (concessionnaires, agents, MRA, experts d'assurances, etc.) ont un rôle important dans le fonctionnement du SIV. En effet, ils sont les acteurs majeurs de ce système, car ils ont la responsabilité des remontées d'informations vers le ministère et vers le fichier SIV. Les professionnels disposent de deux possibilités pour interagir avec le fichier : soit obtenir une simple habilitation, leur permettant d'effectuer les démarches, soit obtenir un agrément, leur permettant de s'acquitter pour le compte de leur client des taxes afférentes. Dans le second cas, ils peuvent facturer librement le coût de cette prestation à leur client.
Par ailleurs les professionnels ont à leur disposition plusieurs moyens techniques pour accéder à la plateforme SIV :
- par l'intermédiaire d'un formulaire Internet : doté d'un certificat[9] client, ils peuvent réaliser leurs opérations directement sur la plateforme Internet du ministère de l'Intérieur, qui permet d'obtenir les formulaires nécessaires[10] ;
- par l'intermédiaire d'un concentrateur : le concentrateur est un professionnel habilité par le ministère de l'Intérieur pour regrouper l'ensemble des démarches de plusieurs professionnels ou d'un groupement de professionnels et prenant en charge l'expédition électronique sécurisée de ces démarches vers les services du ministère de l'Intérieur. L'avantage de passer par un concentrateur est la possibilité d'obtenir des interfaces avec les logiciels métiers existants, permettant d'éviter une ressaisie complète des informations via un formulaire Internet[11].

En revanche, il n'est pas possible pour un particulier d'obtenir des informations sur une plaque d'immatriculation sans être le titulaire de la carte grise.

### Couleurs et dimensions

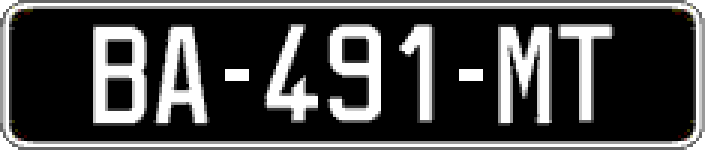
Les plaques noires sans identifiants, ni national ni territorial, sont autorisées sur les véhicules de collection.

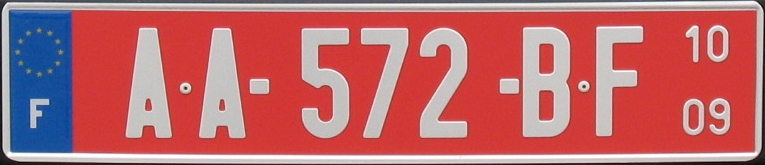
Une plaque de transit temporaire avec la date de fin de validité à droite (octobre 2009).

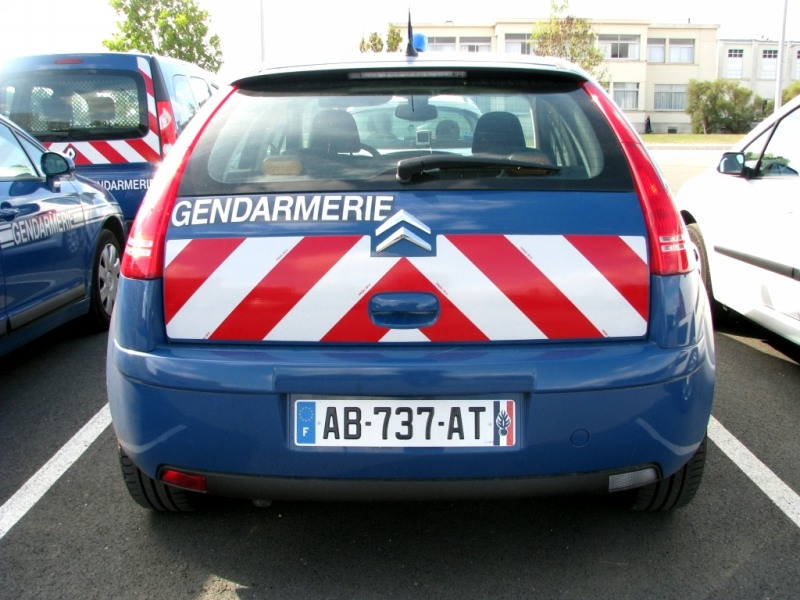
Plaque sur un véhicule de la Gendarmerie nationale.

Les plaques délivrées depuis 2009 doivent être conformes aux dispositions de l'arrêté du 9 février 2009. Les caractères doivent être noirs et non rétroréfléchissants sur un fond blanc rétroréfléchissant. Les caractères peuvent être disposés sur deux lignes si besoin, mais la norme industrielle pour la taille des plaques est fixée à 520 mm × 110 mm ou 520 mm × 120 mm si elles comprennent une bavette. Cette bavette doit uniquement contenir des informations sur le vendeur du véhicule ou sur le professionnel qui a fixé la plaque. Le côté gauche doit comprendre une bande bleue dite « eurobande » contenant la lettre F surmontée des étoiles du drapeau européen. Une bande similaire se trouve sur le côté droit, elle contient un code départemental surmonté du symbole de la région correspondante (ou de la collectivité européenne d'Alsace).
La position des caractères sur la plaque ainsi que leur lisibilité est strictement réglementée. L'arrêté du 9 février 2009 impose l'usage de « caractères bâtons ne comportant, ni rétrécissement, ni empattement, ni ouverture pour les caractères fermés » et fixe leurs dimensions : 75 ± 5 mm × 39 ± 7 mm, trait de 11 ± 1 mm (cas général).
Il n'existe plus dans le SIV de séries spéciales en tant que telles. Les véhicules de l'État sont dorénavant immatriculés dans la série normale SIV, tout comme les véhicules militaires. Néanmoins, les couleurs des plaques et des caractères peuvent toujours varier dans certains cas.
Ainsi, les véhicules de collection enregistrés en tant que tels peuvent avoir des plaques noires avec des caractères blancs ou argentés[réf. nécessaire] et sans bandes bleues sur les côtés. Les véhicules concernés par les anciennes séries IT (importation en transit), TT (transit temporaire), TTQ (zone franche de la Haute-Savoie) et TTW (zone franche du pays de Gex) reçoivent également des plaques spéciales. Elles sont à fond rouge avec des caractères argentés. Elles possèdent une date limite de validité à la place de l'identifiant territorial pour les véhicules en transit temporaire et les véhicule importés en transit, tandis qu'elles conservent l'identifiant territorial pour les véhicules importés hors droits de douane des zones franches du pays de Gex et de la Haute-Savoie. Les plaques diplomatiques sont vert jaspe avec des caractères orange (séries CD et CMD) ou blancs (C et K). Les véhicules des forces françaises et l'élément civil stationnés en Allemagne (FFECSA) portent des plaques bleu clair avec des caractères blancs.
Les deux-roues motorisés doivent également porter une plaque. Celle-ci a un aspect semblable aux plaques courantes bien qu'elle soit plus petite.
Le mode de fixation des plaques d'immatriculation françaises est défini par arrêté ministériel. L'arrêté du 9 février 2009 fixant les caractéristiques et le mode de pose des plaques d'immatriculation des véhicules indique que celle-ci doit être effectuée « d'une manière inamovible ». En pratique, seul le rivetage est toléré, le vissage étant considéré comme un procédé non permanent.

### Numérotation

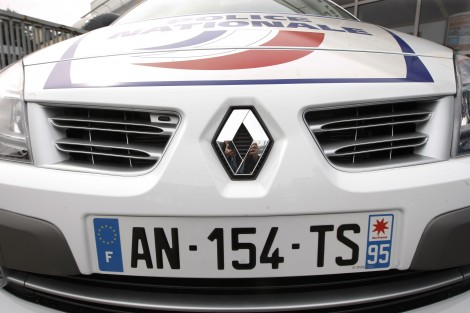
Plaque sur un véhicule de la Police nationale, avec le code du Val-d'Oise (95) et le logo de l'Île-de-France.

Chaque véhicule possède un numéro qui lui est attribué « à vie ». Ce numéro est composé de sept caractères alphanumériques : deux lettres, un tiret, trois chiffres, un tiret et deux lettres (exemple :  AA-229-AA ).
Le principe de numérotation est le suivant :
- de  AA-001-AA  à  AA-999-AA  (les chiffres évoluent en premier) ;
- de  AA-001-AB  à  AA-999-AZ  (puis le 2e élément des lettres de droite) ;
- de  AA-001-BA  à  AA-999-ZZ  (puis le 1er élément des lettres de droite) ;
- de  AB-001-AA  à  AZ-999-ZZ  (puis le 2e élément des lettres de gauche) ;
- de  BA-001-AA  à  ZZ-999-ZZ  (et enfin le 1er élément des lettres de gauche).

La numérotation des véhicules se fait de manière séquentielle et au niveau national (de  AA-001-AA  à  ZZ-999-ZZ ). Il n'est pas possible pour le propriétaire de choisir les caractères de sa plaque.
Le nombre de numéros attribuables en France par ce nouveau système est de [(23 × 23) - 2] × 999 × [(23 × 23) - 1] = 277 977 744, en excluant les lettres aujourd'hui interdites (les I, O et U du fait de leur trop proche ressemblance avec le 1, le 0 et le V) ainsi que les séries SS et WW du bloc de gauche et la série SS du bloc de droite. On a donc 23 lettres possibles et 999 numéros (les séries démarrent à 001). On remarque que le nombre total de numéros diminuera fortement mais vu la nouvelle répartition nationale cela ne posera pas de problème immédiat. Les combinaisons de lettres paraissant « indésirables » telles que KK, PD, PQ, QQ, ou WC ne sont pas supprimées.

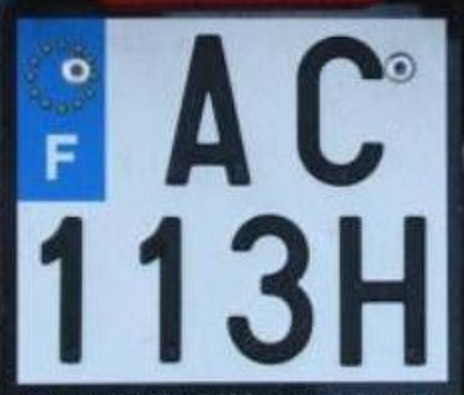
Plaque de cyclomoteur jusqu'au 30 juin 2015.

Le système concerne également depuis le 1er juillet 2004 les « petits » deux-roues et notamment les cyclomoteurs de 50 cm3 qui possèdent une plaque blanche à l'arrière avec une numérotation qui était simplifiée jusqu'au 30 juin 2015 (au maximum deux lettres/espace/trois chiffres/espace/une lettre). Les autres véhicules ont également des plaques blanches à l'avant comme à l'arrière (bien que le jaune ait été choisi dans un premier temps). La distinction des véhicules de moins de 50 cm3 avec les autres ne se faisait finalement que sur le nombre de caractères composant le numéro, ce qui n'est plus le cas depuis le 1er juillet 2015, et non plus sur la couleur de la plaque. Depuis l'harmonisation des plaques des deux-roues au 1er juillet 2015, les cyclomoteurs sont en effet immatriculés dans la série normale du SIV.
À raison de trois millions de véhicules neufs par an et en prenant en compte la ré-immatriculation du parc existant, le système devrait arriver à  ZZ-999-ZZ  au bout d'environ 70 ans. A ce moment-là, le compteur doit re-boucler et les numéros qui ne seront plus assignés doivent être recyclés sur de nouveaux véhicules.
La société Mazda France a obtenu l'immatriculation  AA-001-AA  pour un de ses véhicules, une Mazda 6 blanche, le mercredi 15 avril 2009.

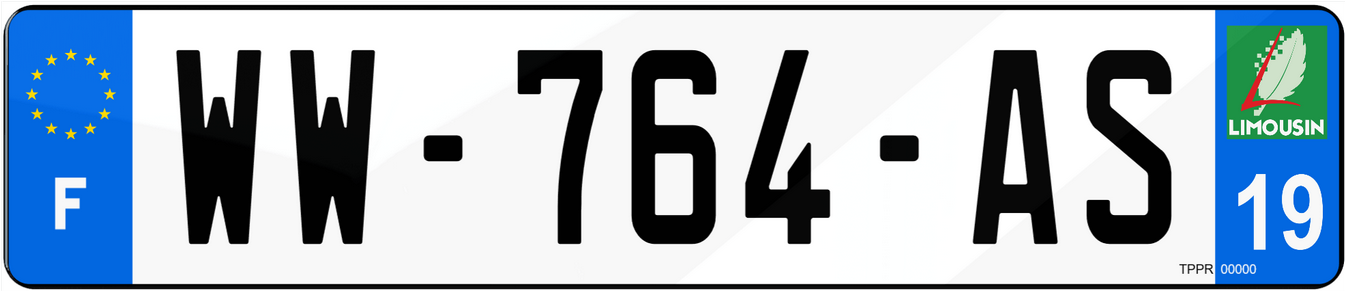
Une plaque provisoire commençant par WW, avec le code de la Corrèze (19) et le logo de l'ancienne région du Limousin.

Le système n'offre pas de plaques spéciales pour le gouvernement, l'armée ou tout autre corps qui en possédait avant la réforme. Les véhicules utilisés par ces corps utilisent des plaques classiques. La seule exception concerne les immatriculations provisoires, dont la numérotation rappelle le système précédent. Indépendamment de leur numéro d'immatriculation, conforme au SIV, les bus parisiens sont identifiés par un numéro de quatre chiffres, dit « numéro de coquille ».
Les numéros d'immatriculation provisoires des véhicules et des garages commencent respectivement par les lettres WW et W, suivies de trois chiffres, suivis de deux lettres, les blocs de chiffres et de lettres étant séparés par des tirets, soit :
- de  WW-001-AA  à  WW-999-ZZ , pour les véhicules ;
- de  W-001-AA  à  W-999-ZZ , pour les garages.

### Évolution de la numérotation
| Date              | Série normale  | Série W garage | Série WW       | Série cyclomoteurs    |
| ----------------- | -------------- | -------------- | -------------- | --------------------- |
| 1er juillet 2004  | Non-applicable | Non-applicable | Non-applicable | A 11 A                |
| 31 décembre 2004  | Non-applicable | Non-applicable | Non-applicable | D 324 V               |
| 31 décembre 2005  | Non-applicable | Non-applicable | Non-applicable | M 909 F               |
| 31 décembre 2006  | Non-applicable | Non-applicable | Non-applicable | W 527 X               |
| 31 décembre 2007  | Non-applicable | Non-applicable | Non-applicable | AG 476 Q              |
| 31 décembre 2008  | Non-applicable | Non-applicable | Non-applicable | AR 591 N              |
| 15 avril 2009     | AA-001-AA      | W-001-AA       | WW-001-AA      | -                     |
| 31 décembre 2009  | AJ-083-DQ      | W-803-AH       | WW-104-BL      | BA 237 A              |
| 31 décembre 2010  | BF-900-PQ      | W-647-CR       | WW-167-FV      | BJ 79 Y               |
| 31 décembre 2011  | BZ-521-TB      | W-668-DT       | WW-050-LD      | CE 740 E              |
| 31 décembre 2012  | CP-778-KL      | W-459-ES       | WW-449-QW      | CP 932 Z              |
| 31 décembre 2013  | DB-022-XE      | W-210-FP       | WW-250-WH      | CY 930 F              |
| 3 décembre 2014   | -              | -              | WW-001-AA      | -                     |
| 31 décembre 2014  | DM-930-ZT      | W-912-GG       | WW-707-AG      | DE 678 R              |
| 30 juin 2015      | -              | -              | -              | DH 123 K              |
| 31 décembre 2015  | DY-706-QH      | W-549-GZ       | WW-762-FB      | Fin de série spéciale |
| 31 décembre 2016  | EJ-171-AS      | W-588-HQ       | WW-058-MD      | Fin de série spéciale |
| 31 décembre 2017  | ET-897-DT      | W-081-JF       | WW-664-LM      | Fin de série spéciale |
| 16 août 2018      | -              | -              | WW-001-AA      | Fin de série spéciale |
| 31 décembre 2018  | FC-885-XN      | W-385-JR       | WW-982-GZ      | Fin de série spéciale |
| 26 septembre 2019 | -              | -              | WW-001-AA      | Fin de série spéciale |
| 31 décembre 2019  | FM-528-WC      | W-312-KE       | WW-220-FQ      | Fin de série spéciale |
| 30 septembre 2020 | -              | -              | WW-001-AA      | Fin de série spéciale |
| 31 décembre 2020  | FW-059-GA      | W-485-KS       | WW-395-GE      | Fin de série spéciale |
| 24 août 2021      | -              | -              | WW-001-AA      | Fin de série spéciale |
| 31 décembre 2021  | GD-060-YQ      | W-021-LJ       | WW-063-HH      | Fin de série spéciale |
| 10 novembre 2022  | -              | -              | WW-001-AA      | Fin de série spéciale |
| 31 décembre 2022  | GL-945-LT      | W-213-LY       | WW-900-CG      | Fin de série spéciale |
| 31 décembre 2023  | GT-765-KN      | W-270-MP       | WW-504-ZL      | Fin de série spéciale |
| 11 janvier 2024   | -              | -              | WW-001-AA      | Fin de série spéciale |
| 31 décembre 2024  | HB-688-FD      | W-470-NH       | WW-983-WL      | Fin de série spéciale |

Source : fichier SIV. Le numéro DH 123 K est le dernier numéro attribué dans la série spéciale cyclomoteurs.

### Codes géographiques

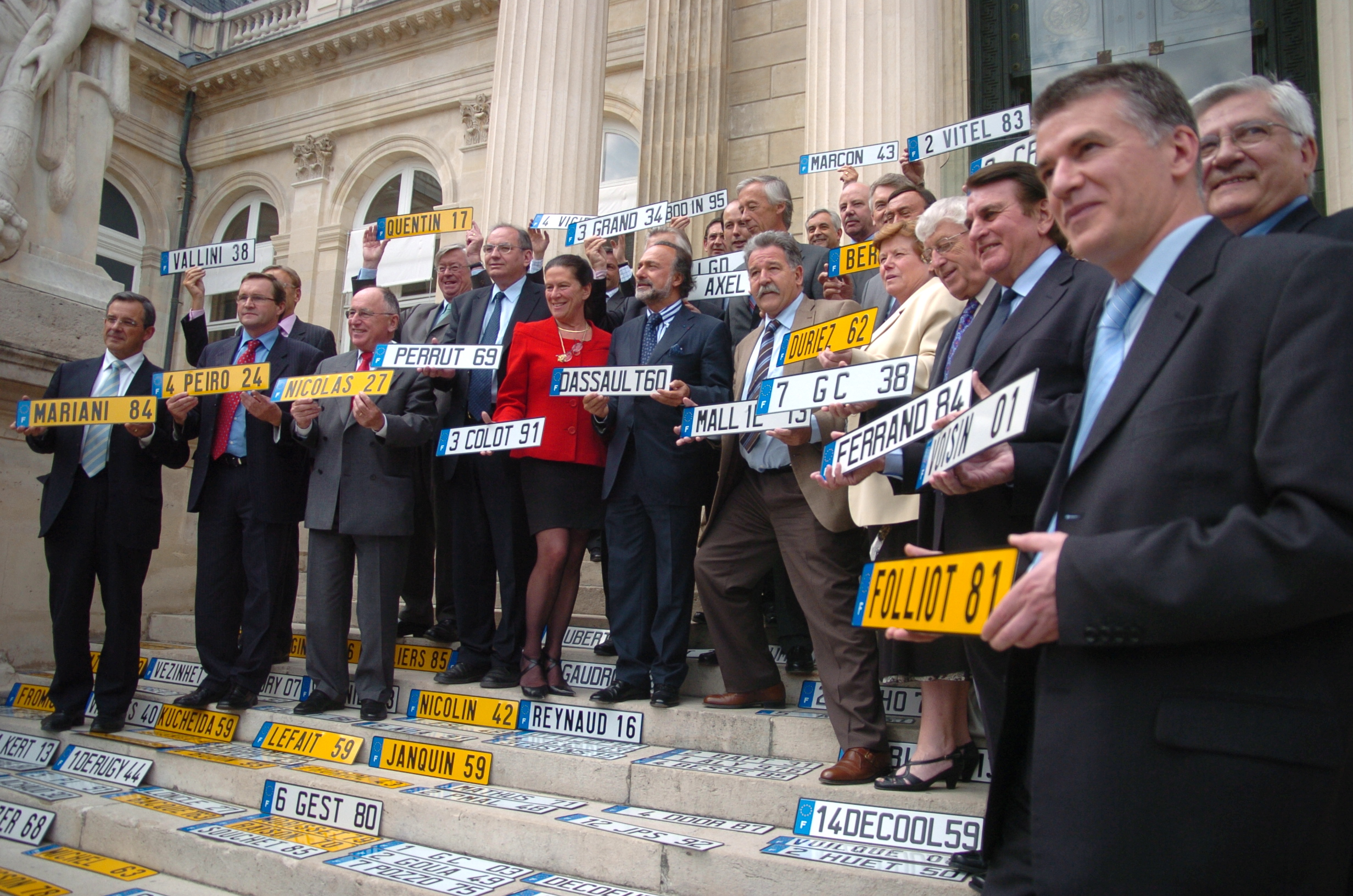
Des parlementaires manifestent pour le maintien de codes géographiques sur les plaques d'immatriculation, le 21 mai 2008 à l'Assemblée Nationale.

Étant administré au niveau national, le SIV n'utilise pas de code géographique dans les numéros d'immatriculation, au contraire du système précédent. Initialement, les plaques pouvaient ne comporter aucune indication géographique. À cause de la disparition des codes départementaux dans les numéros d'immatriculation, la réforme a rencontré une forte opposition. 221 parlementaires de la majorité et de l'opposition ont fait campagne à l'Assemblée nationale pour conserver ce qu'ils considéraient comme une part de l'identité nationale. Le 28 octobre 2008, quelques mois avant l'introduction du nouveau système, la ministre de l'Intérieur Michèle Alliot-Marie a finalement reconnu l'attachement des Français aux départements et a accepté de rendre obligatoire l'apposition du numéro de département sur la plaque. Celui-ci se trouve sur une bande bleue supplémentaire.
Puisqu'il n'est pas utilisé par l'administration pour identifier le véhicule, les propriétaires de véhicules peuvent choisir le code départemental indépendamment de leur lieu de résidence, ce code étant obligatoirement accompagné du symbole de la région correspondante.
L'identifiant territorial peut être changé à tout moment sans aucune modification des documents d'immatriculation et il est interdit d'afficher un code départemental avec le symbole d'une région dans laquelle il ne se trouve pas.
L'apposition d'un autocollant pour remplacer l'identifiant territorial est interdite depuis la mise en application du SIV,, ainsi que l'a rappelé la Cour de cassation. Tout changement d'identifiant territorial doit donc passer par le changement des plaques.
Les codes départementaux font partie du code officiel géographique et servent aussi à d'autres usages, notamment les statistiques de l'Insee, l’identification des usagers de la Sécurité sociale ou encore les codes postaux. Ils comprennent deux chiffres, par exemple 05 pour les Hautes-Alpes et 67 pour le Bas-Rhin. Certaines exceptions existent : les deux départements corses, la Corse-du-Sud et la Haute-Corse, utilisent respectivement 2A et 2B parce qu'ils ont été créés en 1976 par démembrement du département de la Corse (20). Les départements d'outre-mer ont des codes à trois chiffres commençant par 97, qui était au départ un code les désignant tous. Ainsi, le code de la Guadeloupe est le 971 et celui de la Martinique le 972.
Concernant le choix des symboles régionaux, il a été proposé à chacun des vingt-six conseils régionaux de choisir éventuellement un autre emblème que leur logotype. Mais seules quatre régions ont saisi cette possibilité : l'Alsace et la région Provence-Alpes-Côte d'Azur ont opté pour leur blason, la Bretagne a choisi son drapeau tandis que la Corse a adopté le symbole de la tête de Maure. Le département de Mayotte peut, depuis que la nouvelle assemblée exerce à la fois les compétences du conseil général et celles du conseil régional, choisir un logo à apposer sur les plaques SIV au-dessus du code 976.
Après la réforme des régions de 2016, la Nouvelle-Aquitaine et la Bourgogne-Franche-Comté optent également pour leur blason. En 2020, l'Alsace lance une consultation populaire et choisit son logo comme nouvel identifiant.

## Système précédent

### FNI

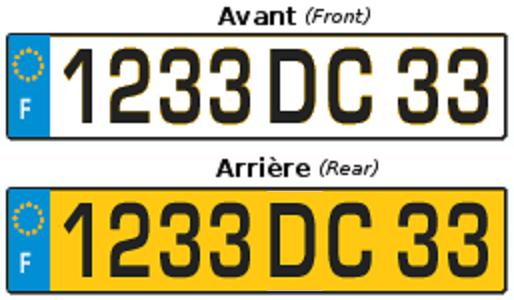
Plaque d'immatriculation française (jusqu'en octobre 2009).

Avant l'introduction du format SIV en 2009, les véhicules français étaient immatriculés sous le Fichier National des Immatriculations, abrégé en FNI. Ce format, adopté en 1950, a connu plusieurs changements au cours de sa longue existence. Il est toujours en vigueur pour les véhicules immatriculés avant 2009 qui n'ont pas été vendus ou dont le propriétaire n'a pas changé d'adresse depuis.
Les propriétaires de véhicules devaient changer l'immatriculation dès qu'ils s'installaient dans un autre département ou s'ils achetaient un véhicule provenant d'un autre département.

### Couleurs et dimensions

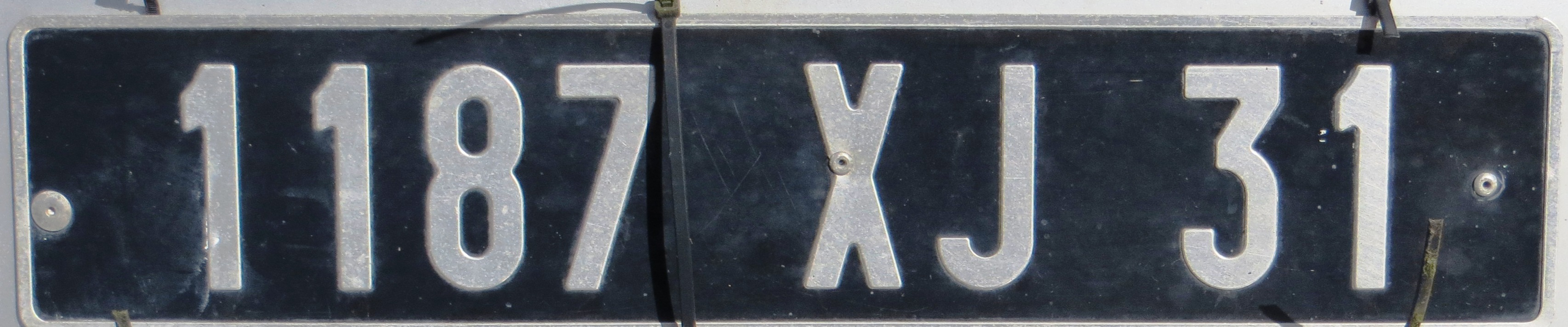
Une plaque noire antérieure à 1993.

Tout comme pour le format SIV, l'apparence des plaques délivrées sous le système FNI est dictée par la loi. Elles doivent répondre à des critères de taille, de forme, de couleur, de police de caractère et de matériau. De l'introduction du format en 1950 à son abandon en 2009, divers arrêtés ont modifié les régulations en place. Ainsi, le drapeau européen et la lettre « F » qui fait référence à la France (synonyme : eurobande), ont été introduits en 1998 puis rendus obligatoires le 1er juillet 2004 pour les numéros émis après cette date.
Au départ, les plaques étaient composées de caractères blancs ou argentés sur fond noir. Les plaques réflectorisées ont été introduites en 1963 mais sont restées facultatives jusqu'en 1993. Elles devaient être blanches à l'avant et jaunes à l'arrière. Le 1er janvier 1993, les plaques réflectorisées sont devenues obligatoires pour les numéros émis après cette date, dans les couleurs déjà proposées depuis 1963. Le 10 mai 2007, la règlementation évolua en prévision du prochain système d'immatriculation des véhicules et permit d'appliquer des plaques à fond blanc à l'arrière des véhicules.
Résumé des plaques actuellement homologuées en fonction de la date d'émission du numéro :
- Du 1er avril 1950 au 31 décembre 1992 : plaques noires ou réflectorisées avec ou sans eurobande (peut être présente à l'arrière ou à l'avant et à l'arrière) ;
- Du 1er janvier 1993 au 30 juin 2004 : plaques réflectorisées avec ou sans eurobande (peut être présente à l'arrière ou à l'avant et à l'arrière) ;
- Du 1er juillet 2004 au 14 octobre 2009 : plaques réflectorisées avec eurobande (à l'avant et à l'arrière).

### Numérotation
Les immatriculations de type FNI sont composées d'un maximum de 8 caractères (autres que les espaces), elles sont découpées en trois parties séparées par des espaces, la première espace pouvant être supprimée (Annexe I de l'arrêté du 1er juillet 1996) :
- 1re partie : un (deux depuis octobre 2019) à quatre chiffres ;
- 2e partie : une à trois lettres ;
- 3e partie : le code départemental.

Les Bouches-du-Rhône, la Gironde, le Rhône, le Nord, la Seine et la Seine-et-Oise obtiennent dès 1950 des séries de quatre chiffres afin d'anticiper tout épuisement de combinaisons. Les quatre chiffres sont progressivement étendus à d'autres départements à la population importante, puis ils sont imposés à partir de la série QA à tous les départements dès avril 1966. La plupart passent de trois à quatre chiffres une fois cette série QA atteinte, mais d'autres anticipent cette demande dès les années 1972-1973. Les séries de trois lettres apparaissent d'abord à Paris en 1974, alors que le département approche le  9999-ZZ-75.
La numérotation s'établit de la manière suivante : les chiffres évoluent en premier et lorsqu'ils arrivent à leur valeur maximale (999 ou 9999 selon le système), la seconde partie composée de une à trois lettres est incrémentée, c’est-à-dire que la dernière lettre est remplacée par sa lettre suivante dans l'alphabet.
On voit donc apparaître les numéros suivants – cas de la plupart des départements avec un passage à quatre chiffres à la série QA – (la notation 00 correspond au numéro du département et n'influe pas sur la méthode de numérotation) :
- De 1 A 00 à 999 Z 00 ;
- De 1 AA 00 à 999 PZ 00 ;
- De 1 QA 00 à 9999 ZZ 00 ;
- De 11 AAA 00 à 999 ZZZ 00.

Sachant que l'on utilise 23 lettres de l'alphabet, et si l'on prend comme exemple un département ayant démarré les quatre chiffres à la série QA, on retrouve aisément le nombre de véhicules que l'on peut équiper de telles plaques :
(999 × 22) + (999 × 14 × 23) + (9988 × 9 × 23) + (988 × 21 × 23 × 23) = 13 386 864.
Ceci en considérant le fait que certaines plaques ne peuvent être admises (cf. exclusion de combinaisons).

### Exclusion de combinaisons
- Pour des questions de lisibilité, les lettres I et O n'ont jamais été utilisées afin d'éviter la confusion avec les chiffres 1 et 0. Il y a eu cependant une exception avec la lettre O en février 1992 à l'occasion des Jeux olympiques d'hiver d'Albertville pour les véhicules servant à transporter les athlètes et ceux du staff technique, qui portaient une immatriculation provisoire comprise entre 1 JO 73[22] et 9999 JO 73 (JO pour Jeux Olympiques et 73 comme le numéro minéralogique de la Savoie).
- La lettre U a été supprimée en novembre 1984 pour cause de confusion avec la lettre V sur les procès-verbaux de contraventions. Cette suppression s'est étalée dans le temps selon les départements jusqu'à ce qu'une circulaire de mai 1992 la rappelle. Le dernier U attribué en France dans la série normale a été le 9999 TU 45 (série du Loiret émise par erreur) en avril 1991.
- Les nombres de 1 à 10 ainsi que celui correspondant au numéro de département (par exemple 24 VQ 24 pour la Dordogne) ne sont plus attribués depuis octobre 1976.
- Certaines séries sont systématiquement omises de la série normale dans tous les départements (SS – depuis quelques années, auparavant au choix de chaque département –, TT et WW), d'autres le sont à la demande de certaines préfectures et donc uniquement pour les départements demandeurs (ex. : PD, PQ, QQ, WC, etc.)[23]. De même, dans la Haute-Garonne, sur décision préfectorale, il n'y a pas eu de série AZF pour éviter de raviver le douloureux souvenir de la catastrophe de 2001 à la population du département. Le 10 février 2003, le numéro  999 AZE 31 a donc été suivi du numéro  11 AZG 31[21].
- Compte tenu de la taille normalisée des caractères figurant sur les plaques, les séries MMM, MMW, MWM et MWW ont été retirées car prenant trop de place[g].

### Codes géographiques

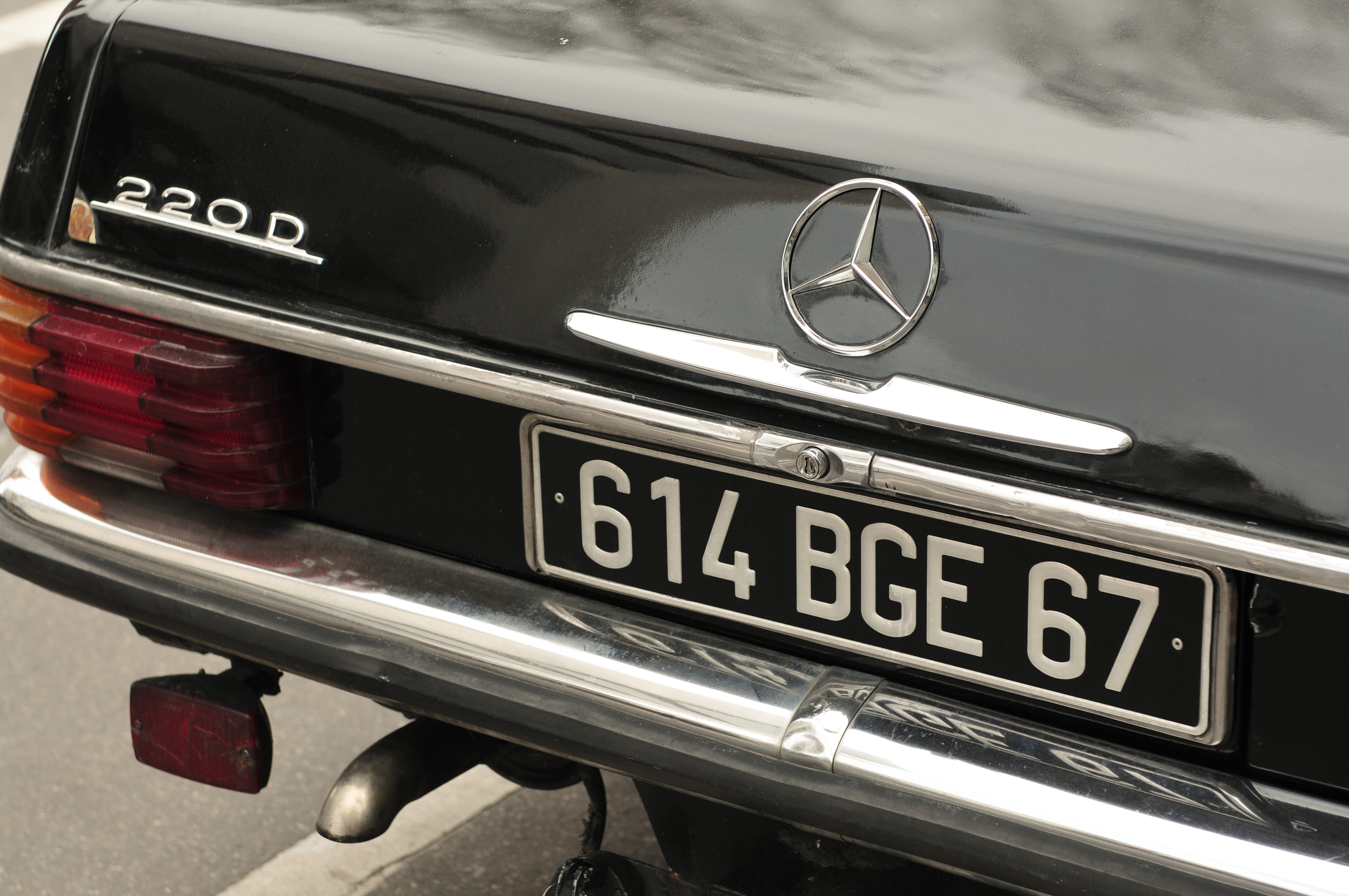
Une voiture avec une plaque noire du système FNI antérieur à 1993 et immatriculée dans le Bas-Rhin (67).

Sous le système FNI, le code départemental correspond à la deuxième série de chiffres. Ces codes comprennent deux chiffres, sauf pour les deux départements corses, la Corse-du-Sud et la Haute-Corse, qui utilisent respectivement 2A et 2B parce qu'ils ont été créés en 1976 par démembrement du département de la Corse (20). Les véhicules immatriculés en Corse avant 1976 portent donc le code 20.
Les départements d'outre-mer ont des codes à trois chiffres commençant par 97, et les deux premiers chiffres sont généralement réduits et superposés afin d'économiser de la place.
Entre 1950 et 2009, la France a connu divers changements territoriaux qui se sont reflétés dans les codes départementaux. L'Algérie a fait partie de la France jusqu'en 1962 et l'Algérie française était aussi divisée en départements. Ils avaient leur propre code qui était utilisé sur les plaques comme dans le reste du pays : Alger 91, Oran 92, Constantine 93 et les Territoires du Sud 94. Bône fut créé en 1955 et reçut le 99. D'autres départements virent le jour au cours de la guerre d'Algérie ce qui entraîna des renumérotations en 9A, 9B, 9C, 9D, etc. Après l'indépendance, l'Algérie cessa d'utiliser les plaques françaises et les codes des départements algériens devinrent obsolètes.
En 1968, deux départements de la région parisienne furent divisés en départements plus petits à cause de la croissance démographique. Le 75, qui était le code de la Seine, fut attribué à Paris, et le 78 de la Seine-et-Oise aux Yvelines. Les autres nouveaux départements sont l'Essonne (91), les Hauts-de-Seine (92), la Seine-Saint-Denis (93), le Val-de-Marne (94) et le Val-d'Oise (95). La plupart reçurent des codes qui étaient autrefois associés aux départements de l'Algérie française.

## Particularités

### Séries spéciales

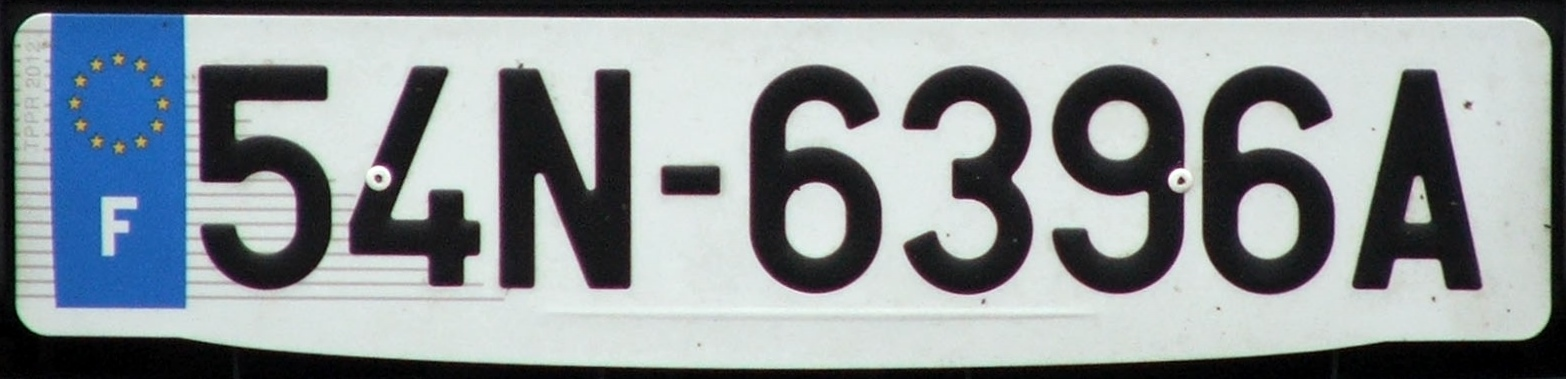
Plaque de la Police nationale.

#### Services publics de l'État
Les véhicules des services publics de l’État autres que ceux des armées, par exemple la police nationale (jusqu'au 9 décembre 2013) sont identifiés par : 
- deux ou trois chiffres correspondant au département d'attache du véhicule ;
- une lettre indiquant l'espace où est autorisé à circuler le véhicule (D département, R région, N territoire national, E espace européen) ;
- un tiret ;
- quatre chiffres (1001 à 9999) ;
- une lettre de série.

#### Militaires
Tout véhicule militaire autorisé à emprunter la voie publique au sens du code de la route est immatriculé dans une série spéciale militaire à huit caractères selon le format suivant :
| Caractère         | Code         | Explication |
| ----------------- | ------------ | --- |
| Caractère 1       | code MOA     | 2- Gendarmerie 3- SID 4- DIRISI 6- Armée de Terre 7- Armée de l'Air 8- Marine Nationale 9- Directions et services interarmées (EMA, DGA, DRSD, SEO, SIMu, SSA, SCA,…) |
| Caractères 2 et 3 | code année   | De 01 à 99 (mise en place à compter de 1980) Exemple : 1991 = 91, 2023 = 23 |
| Caractère 4       | code famille | 1- Véhicules de transport neufs uniquement pour le personnel : routier ou tous chemins – VL ou VGL – Autocars – Autobus – Monospace – Break - SUV 2- Véhicules utilitaires (marchandises et personnel pour les ambulances uniquement) neufs ayant un PTAC de moins de 3,5 tonnes routiers ou tout chemin – 4x4 « pick up » - Ambulances 3- Véhicules utilitaires neufs de plus de 3,5 tonnes routiers ou tous chemins – tracteurs de semi-remorque ou remorque – tracteurs agricoles et engins du génie « apte au code de la route » 4- Engins blindés neufs tous types 5- Véhicules de famille 1 rénovés (véhicules ayant subi des réparations) 6- Véhicules de famille 2 rénovés (véhicules ayant subi des réparations) 7- Véhicules de famille 3 rénovés (véhicules ayant subi des réparations) 8- Véhicules de famille 4 rénovés (véhicules ayant subi des réparations) 9- Motos neuves et rénovées : scooter – tricycles – quadricycles (y compris les moins de 50 cm3) 0- Engins tractés neufs et rénovés : Avants trains – remorques – semi-remorques – engins tractés du génie |
| Caractères 5 à 8  |              | Numéro d'ordre incrémenté par code famille dans l'année (0001 à 9999) |

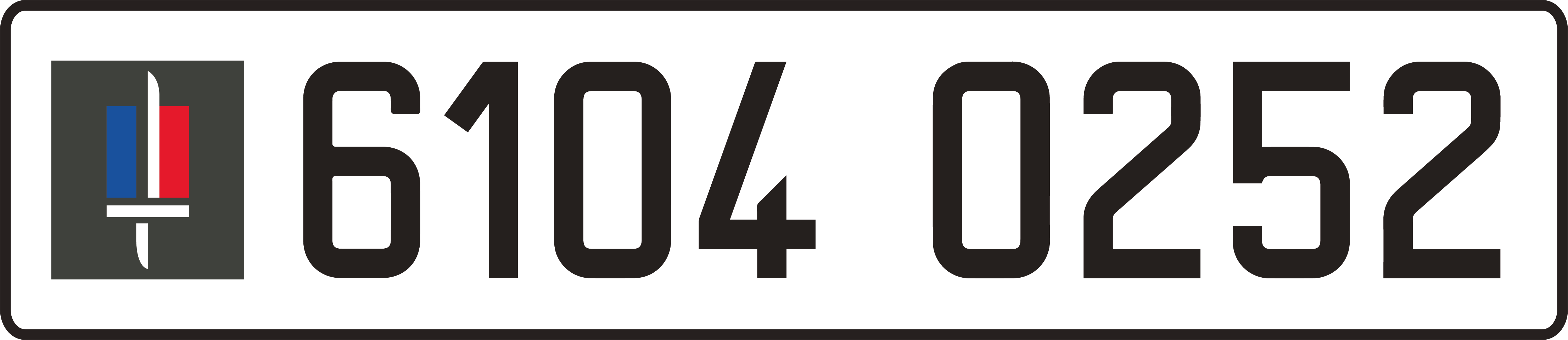
Plaque de l'Armée de Terre (ancien logo).

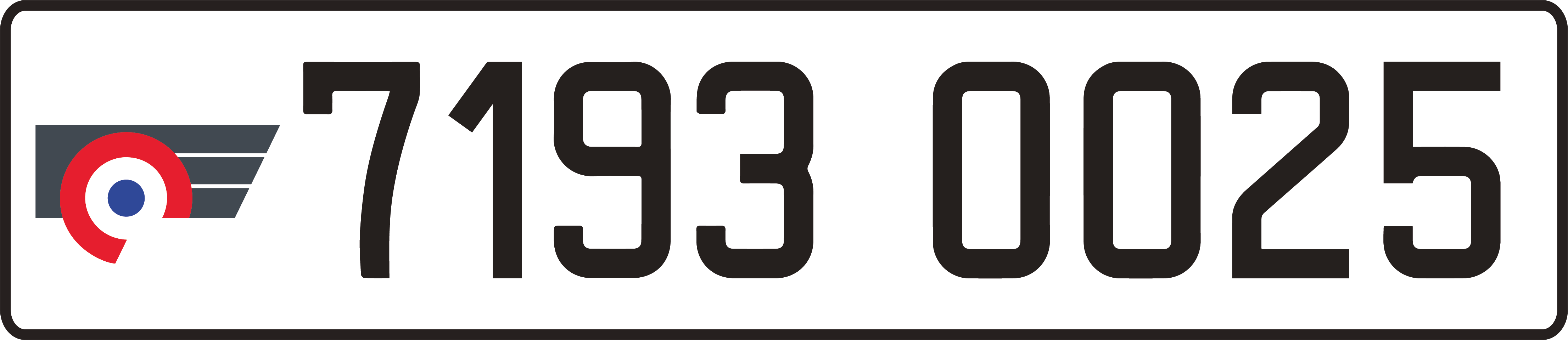
Plaque de l'Armée de l'Air (ancien logo).

Sur le côté gauche des plaques militaires se trouve l'emblème de l'armée à laquelle appartient le véhicule. Cet emblème représente, à titre d'exemple :
- Gendarmerie : une grenade noire sur un drapeau tricolore ;
- Marine nationale : une ancre noire sur un drapeau tricolore ;
- Armée de l'air : le logo de l'armée de l'Air ;
- Armée de Terre : le logo de l'armée de Terre.
- Services interarmées : un drapeau tricolore

Certains véhicules militaires (notamment certains blindés) n'ont pas de plaques mais des chiffres peints au pochoir.

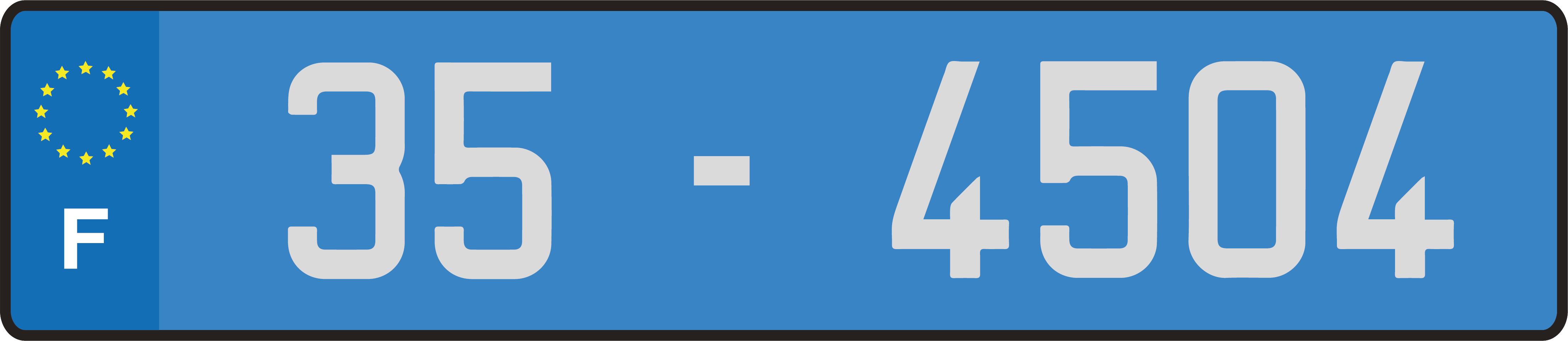
Plaque bleue des personnels militaires français en Allemagne (modèle avant 2017).

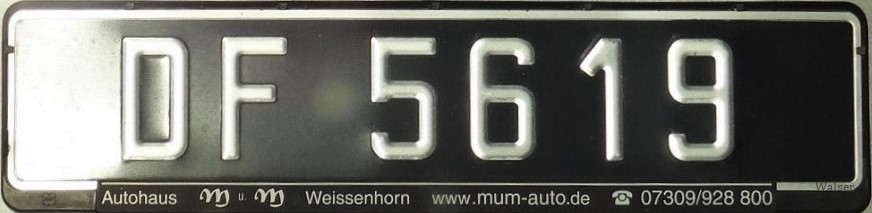
Plaque d'immatriculation de personnels militaires étrangers en France.

Les véhicules des personnels militaires français en Allemagne (FFECSA) portent des plaques spécifiques :
- Jusqu'au 31 août 2017 : bleues avec des caractères argentés et Eurobande "F", selon le format suivant :
  - un chiffre (0 à 9) qui évoluait chaque fois que les quatre derniers chiffres atteignaient 9999 ;
  - un chiffre qui correspondait à la zone de rattachement (0 Comptoir de l'Économat, 1 Baden-Baden, 2 Freiburg, 3 Landau-Pfalz, 6 Sarre, etc.) ;
  - un tiret ;
  - un numéro d'ordre composé de quatre chiffres (1001 à 9999).
- Depuis le 8 décembre 2016[26], cette numérotation a été remplacée pour renforcer la sécurité des membres des FFECSA. Les plaques d'immatriculation sont désormais à fond blanc et comprennent deux lettres « RF » (République française), suivies d'un numéro d'ordre composé de deux lettres et de deux à quatre chiffres (exemple : RF BM 327).

Les véhicules des personnels militaires allemands en France arborent des plaques noires avec caractères blancs. Les véhicules sont identifiés par les lettres DF suivies d'un chiffre correspondant à la zone de rattachement (0 à 3 pour Paris, 4 pour le Var et 6 à 9 pour l'Eurocorps et le 291e Jägerbataillon à Strasbourg) puis de 3 chiffres (000 à 999). Une fois arrivé en fin de séquence, les numéros sont réattribués.

#### Brigade de sapeurs-pompiers de Paris
La Brigade de sapeurs-pompiers de Paris, unité militaire, utilise des immatriculations différents des autres plaques militaires. Elles sont composées d'une suite de lettres identifiant le type de véhicule (par exemple VSAV pour « Véhicule de secours et d'assistance aux victimes »), suivie d'un numéro d'ordre.

#### RATP
Les bus parisiens de la RATP étaient identifiés par un numéro de quatre chiffres, dit « numéro de coquille ». Depuis 2003, les bus sont immatriculés dans la série normale afin de se conformer aux normes européennes. Depuis le 15 avril 2009, le numéro d'immatriculation est conforme au système d'identification des véhicules (SIV).

#### Corps diplomatique et consulaire

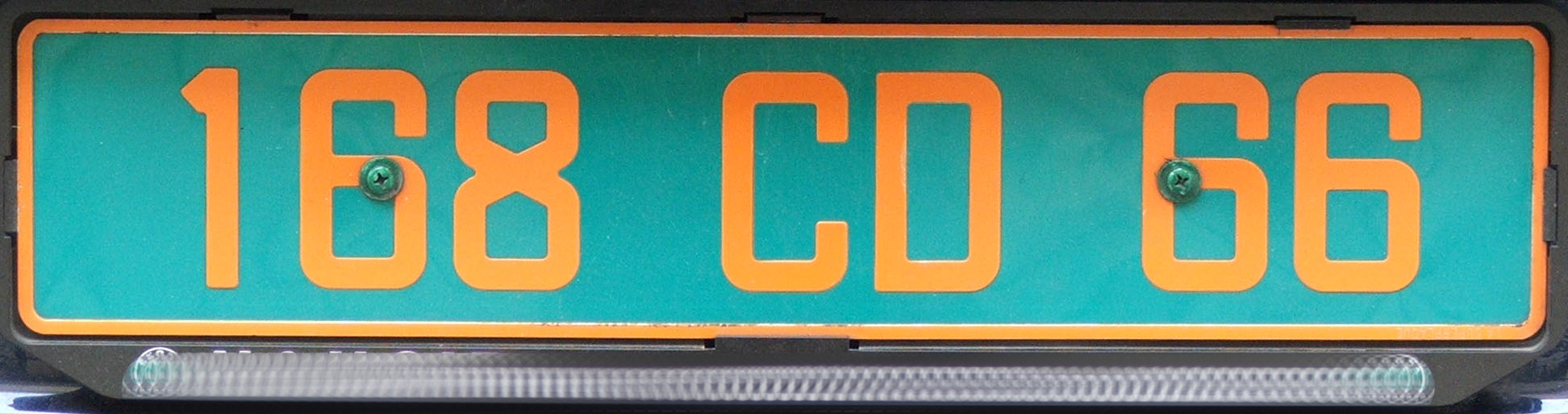
Plaque d'immatriculation française d'un véhicule du corps diplomatique de la Tchéquie.

Les plaques sont toujours sur fond vert jaspe et les inscriptions sont de couleur orangée (CD, CMD) ou de couleur blanche (C, K).
L'immatriculation est constituée de la suite de caractères suivants, :
- un à trois chiffres identifiant l'ambassade ou l'organisation internationale ;
- puis le statut :
  - « C » pour les véhicules du corps consulaire ;
  - « CD » pour les véhicules du corps diplomatique ;
  - « CMD » pour les véhicules des chefs de mission diplomatique ;
  - « K » pour le personnel technique ou administratif non diplomatique ;
- puis le numéro de série du véhicule :
  - si CD et CMD : un à quatre chiffres (1 à 9999),
  - si C ou K rattaché à un consulat : un à trois chiffres (1 à 999), suivis du numéro de département séparé d'un point,
  - si K (à l'exception des consulats): un à trois chiffres (1 à 999) pour les ambassades et délégations et trois ou quatre chiffres (100 à 9999) pour les organisations internationales[30].

Des préfixes et suffixes peuvent également être présents.

#### Véhicules agricoles

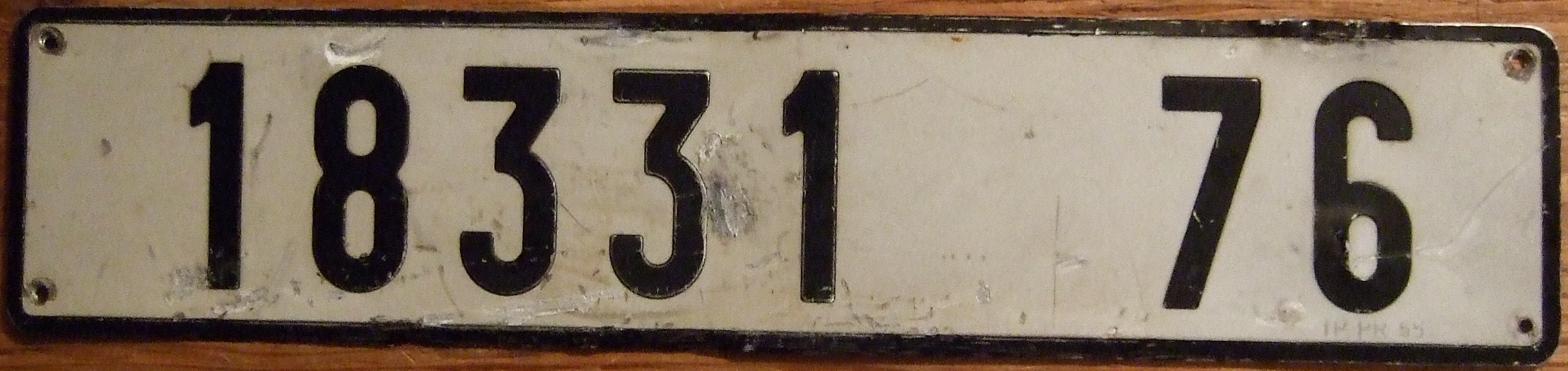
Plaque de véhicule agricole.

Les véhicules agricoles ont des plaques jaunes ou blanches avec des caractères noirs (plus obligatoire depuis le 15 avril 2009 pour les véhicules agricoles neufs). Ils sont identifiés par :
- un à cinq chiffres représentant le numéro de l'exploitation agricole ;
- deux ou trois chiffres pour le numéro du département ;
- plusieurs véhicules agricoles de la même exploitation peuvent porter la même immatriculation.

#### Présidence de la République
Le Président de la République peut utiliser des véhicules dont l'immatriculation se termine par PR 75.

### Séries provisoires et temporaires

#### Les immatriculations de livraison ou de réparation
Il s'agit d'immatriculations délivrées pour accélérer les livraisons ou obtenues par les garagistes dans certains cas précis. Dans l'ancien système d'immatriculation (jusqu'au 14 octobre 2009), elles étaient constituées ainsi :
- un à quatre chiffres (1 à 9999) ;
- deux lettres WW ;
- une éventuelle troisième lettre de série, certaines pouvant être spécifiques à la préfecture/sous-préfecture dont dépend le garage ;
- deux ou trois chiffres pour le département (note : on peut trouver MC pour les immatriculations temporaires de Monaco avec des plaques autocollantes sur fond bleu clair et caractères blancs) ;
- ces immatriculations provisoires sont vendues par carnet de dix souches.

#### Les véhicules de transit / hors-taxe

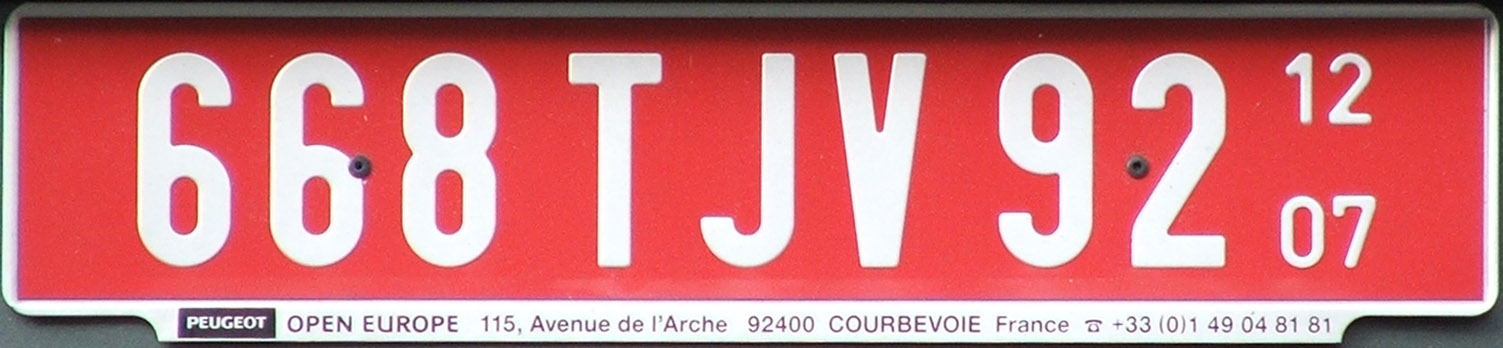
Plaque temporaire pour véhicule hors-taxe.

Jusqu'au 14 avril 2009, ces immatriculations concernaient les touristes étrangers venant en France ou les Français habitant dans les zones franches de Haute-Savoie et du Pays de Gex (Ain). Leurs véhicules achetés ou loués sur le territoire français n'ont pas acquitté la TVA. Ils ont des plaques rouges TT « transit temporaire » et caractères argentés ou blancs. Ces plaques sont attribuées dans chaque département, mais en pratique les trois principaux constructeurs français (Peugeot, Renault et Citroën) utilisent des plages de numéros qui leur sont réservées dans les départements 75 et 92 (respectivement TDA à TKZ 92, TLA à TSZ 92 et TVA à TZZ 75). Mercedes a utilisé ces dernières années une série de numéros dans le département 78 (1 à au moins 482 TMA 78) mais utilise dorénavant la série TAA 78.
Ces plaques temporaires à texte argenté ou blanc sur fond rouge sont de la forme :
- un à trois chiffres (1 à 999) ;
- trois lettres dont deux de série TAA à TZZ ;
- deux ou trois chiffres pour le numéro de département (2A et 2B pour la Corse) ;
- une date limite de validité composée du mois écrit en petits caractères en haut avec au-dessous les deux derniers chiffres de l'année.

Les plaques des véhicules achetés hors UE et immatriculés dans les deux zones franches de Haute-Savoie et du Pays de Gex dans l'Ain sont de la forme :
- cinq chiffres (10000 à 99999) ;
- deux lettres TT ;
- une lettre indiquant la zone franche (Q Haute-Savoie et W Pays de Gex dans l'Ain) ;
- aucune date limite de validité n'est précisée sur ces plaques, ces dernières étant valables tant que le propriétaire du véhicule habite dans la zone franche.

Depuis 2009, les plaques des zones franches sont au format SIV mais ont conservé leur fond rouge.

## Avant 1950

### Premières tentatives
La toute première tentative d'immatriculation des véhicules en France date du XVIIIe siècle. Dès 1749, Monsieur Guillauté, officier de la Maréchaussée de l'Île de France, à la suite de nombreux actes d'incivisme, proposa l'immatriculation des véhicules parisiens, ceci dans un manuscrit destiné à être présenté au roi Louis XV : Mémoire sur la réformation de la police de France (Gabriel de Saint-Aubin fut chargé de l'illustration de ce Mémoire). Le 20 avril 1783, un arrêt du Conseil du roi Louis XVI fait obligation aux « rouliers et cochers de fixer sur leurs véhicules une plaque en métal portant le nom et l’adresse des propriétaires de l’attelage ».
Au XIXe siècle, plusieurs villes françaises imposent un système d'immatriculation local pour améliorer la sécurité. Ainsi, à Lyon, les voitures à cheval doivent porter un numéro pour traverser le parc de la Tête d'Or. À partir de 1893, toutes les voitures à moteur ou à cheval de France doivent porter une plaque avec le nom et l'adresse du propriétaire. Cette décision fait de la France le premier pays au monde à instaurer un système de plaques d'identification des véhicules.
Un décret du 10 mars 1899 oblige enfin les propriétaires de véhicules à se faire enregistrer à la Préfecture du département en précisant le véhicule, son numéro de châssis et, bien sûr, le nom du propriétaire. La carte grise est créée la même année.

### 1901
L'automobile s'est fortement développée au tournant du XXe siècle et le nombre croissant d'accidents sur les routes nécessite un contrôle précis des véhicules. Le premier véritable système d'immatriculation français voit le jour en 1901. D'autres systèmes d'immatriculation apparaissent au même moment dans les autres pays européens : 1898 aux Pays-Bas, 1899 en Belgique, 1900 en Espagne, 1903 en Italie, 1904 au Royaume-Uni, 1905 en Suisse, 1906 en Allemagne, etc.
La circulaire du 11 septembre 1901 crée un système d'immatriculation à administration régionale, avec des plaques à trois chiffres suivies d'un code géographique. L'Administration des Mines était chargée d'homologuer les moteurs depuis 1899 et elle a logiquement reçu la tâche d'attribuer les plaques. L'Administration choisit d'utiliser son propre découpage régional du pays pour l'attribution des codes géographiques. Chacun de ses arrondissements est identifié par une lettre correspondant généralement à l'initiale de son chef-lieu, par exemple D pour Douai et T pour Toulouse. C'est cette lettre qui sert de code géographique sur les plaques. Les arrondissements minéralogiques sont un découpage interne à l'Administration, ils n'ont aucun autre usage. Ils regroupent chacun un certain nombre de départements, une dizaine au maximum.
Dans un premier temps, l'arrondissement de Marseille couvre non seulement des départements du sud-est de la France, mais également Monaco et les territoires d'Afrique du Nord. L'Algérie a reçu le code AL dès 1902, et le Maroc le code MA en 1917. La Tunisie s'est vu attribuer le code TU à une date inconnue. Les plaques délivrées dans ces territoires suivaient le même système qu'en France métropolitaine, par exemple 999 - MA pour le Maroc. Monaco a adopté un système indépendant en 1928.
Afin d'anticiper tout épuisement de combinaisons, l'arrondissement de Paris, le plus peuplé, s'est vu attribuer cinq codes géographiques différents. Lorsque les arrondissements ont atteint 999, ils peuvent aussi recommencer une série de trois chiffres. La nouvelle série doit être distinguée de l'ancienne en doublant la lettre servant de code géographique.
Devant le nombre croissant de voitures à immatriculer, trois arrondissements reçoivent une lettre supplémentaire en 1904 : O pour Nancy, K pour Poitiers et V pour Marseille. En 1905, les arrondissements peuvent commencer de nouvelles séries de trois chiffres. Elles sont indiquées par un chiffre entre 2 et 9 après la lettre. 1 a probablement été écarté pour éviter toute confusion avec d'autres caractères comme le I. Étant donné que le nombre de combinaisons s'amenuise toujours à Paris, les séries de quatre chiffres y sont autorisées en 1910.
Les plaques provisoires pour les véhicules en vente sont inventées en 1909. Elles utilisent la lettre W à la place du code géographique.
| 456 - M; |

| 345 - MM; |

| 634 - T3; |

### 1919
En 1919, les arrondissements minéralogiques sont réorganisés. Certains disparaissent tandis que d'autres sont créés. Les nouveaux arrondissements récupèrent les lettres des anciens. À la suite de la Première Guerre mondiale, l'Alsace-Moselle est redevenue française et elle forme l'arrondissement de Strasbourg en 1922. Auparavant, les véhicules de la région portaient des plaques allemandes avec le code régional VI.
À partir de 1922-1923, des séries départementales sont créées. Ainsi, lorsqu'il a atteint 999-Y10, l'arrondissement de Rouen a réparti ses séries entre ses départements. L'Aisne a reçu les codes allant de Y10 à Y20, l'Aube Y21 à Y24, le Calvados Y25 à Y31, etc. Une plaque 999-Y12 aura par exemple été délivrée dans l'Aisne. D'autres arrondissements ont suivi des schémas différents, ainsi Nantes a attribué les codes entre 5801-L2 et 6100-L2 au Maine-et-Loire, 6101-L2 et 6300-L2 au Finistère, 6301-L2 et 6500-L2 à l'Ille-et-Vilaine, etc.

### 1928
Un nouveau système remplace le premier en 1928. Il garde son caractère régional avec des codes géographiques mais l'attribution des plaques n'est plus du ressort de l'Administration des Mines, mais des préfectures qui gèrent déjà les cartes grises.
Le nouveau système compte un nombre beaucoup plus important de codes géographiques. En effet, tous les départements reçoivent leurs propres codes comprenant deux lettres. Les moins peuplés comme le Cantal ou la Haute-Loire ne reçoivent qu'un code (respectivement CZ et JZ), mais la plupart en obtiennent au moins deux ou trois. La Seine, en tant que département le plus peuplé, reçoit plusieurs dizaines de codes.
Les nouveaux codes n'utilisent pas les lettres I et O, car elles peuvent être confondues avec d'autres caractères, ni le W qui est réservé aux véhicules en vente. Les lettres doubles sont également écartées, car elles étaient utilisées par l'ancien système qui est resté en vigueur jusqu'en 1955 pour les voitures immatriculées avant 1928. Les lettres qui forment le code d'un pays, par exemple GB pour Grande-Bretagne, sont aussi exclues, tout comme les lettres attribuées aux territoires d'Afrique du Nord (AL, MA et TU). Les codes sont attribués aux départements selon leur ordre alphabétique. Le premier, l'Ain, reçoit AB, AC, AD et AE, et le dernier, l'Yonne, ZU, ZV et ZY.
Le système n'a duré que 22 ans, si bien que les départements n'ont pas eu l'occasion d'utiliser tous leurs codes. Ainsi l'Isère avait reçu HK, HL, HM, HN, HP et HQ mais n'a utilisé que HK.
Les plaques délivrées après 1928 sont assez semblables aux précédentes, avec une série de un à quatre chiffres suivie du code géographique à deux lettres. Comme dans l'ancien système, ce code peut être suivi d'un chiffre de 1 à 9 afin d'indiquer la série de chiffres. Par exemple : la première voiture immatriculée dans le département de la Haute-Garonne a reçu le numéro 1 - FS, et quand le numéro 9999 - FS a été atteint en 1930, la voiture suivante a obtenu le numéro 1 - FS1.
Les plaques pour les véhicules en transit temporaires voient le jour en 1933. Elles utilisent TT à la place du code géographique. Les plaques diplomatiques sont créées en 1936, elles sont jaune sombre avec des caractères blancs.
Prévu pour durer 75 ans, le système est cependant abandonné en 1950. Bien conçu, il offrait encore un très grand nombre de combinaisons pour chaque département. Néanmoins, le recensement des véhicules après la Seconde Guerre mondiale était difficile et la création d'un nouveau système permettait de simplifier la tâche des préfectures. Enfin, à la suite de la création des départements d'outre-mer, il fallait dégager de nouveaux codes géographiques, qui devaient aussi servir aux départements algériens. Le format de 1950 reprend la caractéristique départementale du système de 1928 mais remplace les lettres par des chiffres, ce qui permet notamment d'augmenter les combinaisons possibles.
| 7857 - BX; |

| 4955 - HK9; |

| 3178 - ZA1; |

## Territoires d'outre-mer

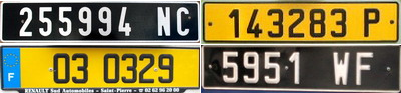
De gauche à droite et de haut en bas : plaques de la Nouvelle-Calédonie, de la Polynésie française, des Îles Kerguelen et de Wallis-et-Futuna.

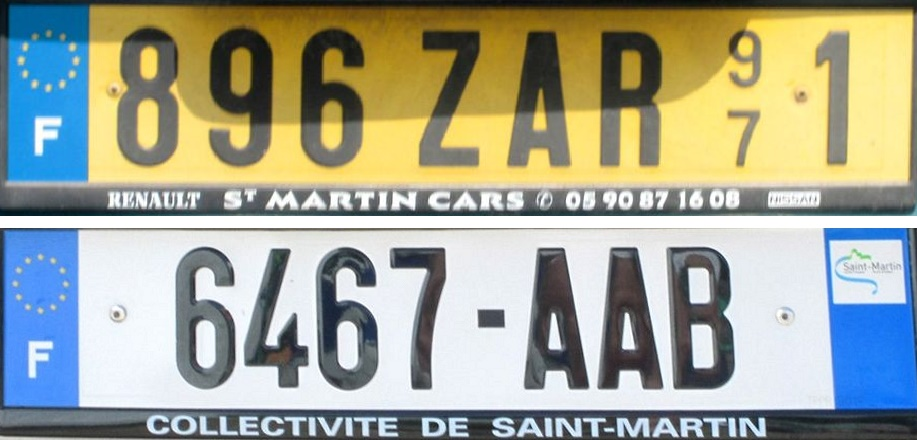
Deux plaques de Saint-Martin. Celle du haut a été délivrée alors que l'île faisait encore partie de la Guadeloupe (971).

La Guadeloupe, La Réunion et Mayotte sont des départements et des régions d’outre-mer et utilisent le format SIV comme la métropole tout comme la Guyane et la Martinique (collectivités territoriales). En revanche, la situation est différente dans les collectivités d'outre-mer, qui ont des statuts variés et jouissent d'une autonomie importante. Il s’agit de la Nouvelle-Calédonie, de la Polynésie française, Saint-Barthélemy, Saint-Martin, Saint-Pierre-et-Miquelon et de Wallis-et-Futuna. Les autres territoires d'outre-mer sont les Terres australes et antarctiques françaises et l'Île de Clipperton, qui n’accueillent aucun habitant permanent.
- Saint-Pierre-et-Miquelon : plaque avant blanche et plaque arrière jaune ou blanche avec des caractères noirs. Contient la mention SPM suivie de trois chiffres puis une lettre.  SPM 999 A
- Saint-Barthélemy : plaque avant blanche et plaque arrière jaune ou blanche avec des caractères noirs. Contient de un à trois chiffres suivis d'une lettre.  999 A
- Saint-Martin : plaques avant et arrière blanches. Contient quatre chiffres suivis d'un tiret et de trois lettres.  9999-AAA
- Nouvelle-Calédonie : plaque avant blanche et plaque arrière jaune ou plaques avant et arrière noires. Contient de un à six chiffres, suivis de la mention NC[43].  999999 NC
- Polynésie française : plaque avant blanche et plaque arrière jaune ou plaques avant et arrière noires. Contient de un à six chiffres suivis de la lettre P.  999999 P
- Terres australes et antarctiques françaises : contient deux chiffres indiquant l'année de fabrication de la voiture et quatre chiffres correspondant à la fin de son numéro de série. Les plaques sont uniquement utilisées sur les Îles Kerguelen et sont importées de La Réunion. Ce sont des plaques du système SIV avec l'eurobande et le numéro et le code réunionnais.  99 9999
- Wallis-et-Futuna : plaque avant blanche et plaque arrière jaune ou plaques avant et arrière noires. Contient de un à cinq chiffres suivis de la mention WF.  99999 WF

## Droit

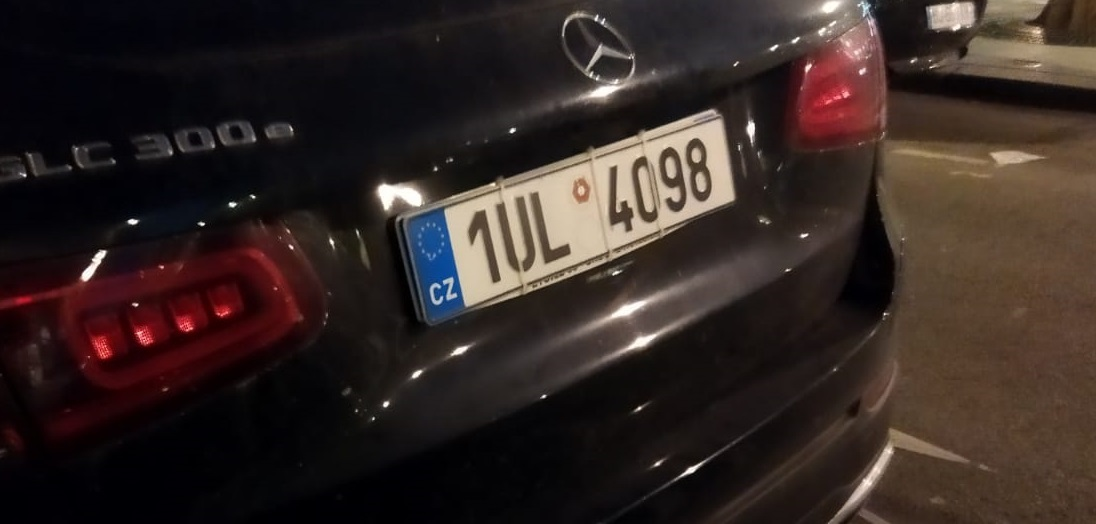
Plaques et sur-plaques - Paris 2023

L'article L.317-2 du code de la route dispose que "le fait de faire usage d'une plaque ou d'une inscription, exigée par les règlements en vigueur et apposée sur un véhicule à moteur ou une remorque, portant un numéro, un nom ou un domicile faux ou supposé est puni de cinq ans d'emprisonnement et de 3 750 euros d'amende".

## Fraudes
Depuis 2017, date à laquelle le système d'immatriculation des véhicules a été privatisé, l'enregistrement de nouvelles immatriculations a été drastiquement simplifié, mais cela a donné lieu à de nombreux trafics. Des milliers de fraudes sont détectées chaque année.

### Textes réglementaires
1. 1 2 3 4 5 6 7 8 9 10  Arrêté du 9 février 2009 fixant les caractéristiques et le mode de pose des plaques d'immatriculation des véhicules.
2. ↑  « Arrêté du 9 février 2009 fixant les caractéristiques et le mode de pose des plaques d'immatriculation des véhicules : Annexe 7-4 ».
3. 1 2  Arrêté du 25 juin 2015 modifiant l’arrêté du 9 février 2009 relatif aux modalités d’immatriculation des véhicules, article 11.
4. ↑  Arrêté du 9 février 2009 fixant les caractéristiques et le mode de pose des plaques d'immatriculation des véhicules, article 9
5. ↑  Arrêté du 9 février 2009 fixant les caractéristiques et le mode de pose des plaques d'immatriculation des véhicules, article 10
6. ↑  Arrêté du 27 avril 2007 modifiant l'arrêté du 1er juillet 1996 relatif aux plaques d'immatriculation des véhicules.
7. ↑  Circulaire no 84-84 du 24 décembre 1984 portant application de l’arrêté en date du 5 novembre 1984 relatif à l’immatriculation des véhicules.
8. ↑  Article 2 du décret no 2008-1279 du 5 décembre 2008 relatif aux parcs automobiles des administrations civiles et des établissements publics de l'État paru au Journal Officiel le 9 décembre 2008.

### Autres sources
1. ↑  
« Les immatriculations de la belle époque », sur immat1901.free.fr (consulté le 22 juillet 2016).
2. ↑  
« Le nouveau "Système d’immatriculation des véhicules" (SIV) », sur le portail du gouvernement, 4 juillet 2005 (consulté le 22 juillet 2016).
3. ↑  
« Question du 5 janvier 2010 de M. Jean-François Mancel, député, à M. le ministre de l'Intérieur, de l'Outre-mer et des Collectivités territoriales et réponse du 18 mai 2010 », sur le site de l'Assemblée nationale, 18 mai 2010 (consulté le 22 juillet 2016).
4. ↑  
« Question du 24 novembre 2009 de M. Alain Rodet, député, à M. le secrétaire d'État chargé des transports et réponse du 25 mai 2010 », sur le site de l'Assemblée nationale, 25 mai 2010 (consulté le 22 juillet 2016).
5. ↑  Site du ministère de l'Intérieur — actualité du 8 juin 2009
6. ↑  
« Le fonctionnement du Système d'immatriculation des véhicules », sur le site du ministère de l'Intérieur, 20 novembre 2009 (consulté le 22 juillet 2016).
7. ↑  
« Immatriculation des véhicules - Le SIV un an après », sur le site du ministère de l'Intérieur, 14 avril 2010 (consulté le 22 juillet 201).
8. ↑  
« Mes démarches - Transports », sur le site du ministère de l'Intérieur (consulté le 22 juillet 2016).
9. ↑  - Le certificat, une étape possible pour le professionnel
10. ↑  - Site du ministère de l'Intérieur pour les professionnels.
11. ↑  - Le Concentrateur, un intermédiaire efficace pour les démarches SIV des Professionnels de l'Automobile.
12. ↑  Thomas Drouart, « Obtenir des informations d'après une plaque d'immatriculation - Palais-de-la-Voiture.com » (consulté le 14 août 2016).
13. ↑  cMpdp, « Pourquoi les véhicules ont-ils des plaques d’immatriculation ? – Ça mange pas de pain » (consulté le 4 mars 2017).
14. ↑  « Mazda France décroche la première plaque nouvelle version », Le Parisien, 16 avril 2009.
15. ↑  « La gendarmerie nationale et le SIV », sur interieur.gouv.fr via Wikiwix (consulté le 15 juillet 2023).
16. 1 2  « Immatriculation des Bus Parisiens de la RATP » [archive du 1er mars 2023], Francoplaque (consulté le 1er mars 2023).
17. ↑  Derniers numéros SIV attribués en France par année sur le site de l'Agence nationale des titres sécurisés.
18. ↑  Jérôme Bouin, « Immatriculations : le numéro de département sauvé », Le Figaro, 28 octobre 2008.
19. ↑  « Poser un autocollant sur sa plaque d’immatriculation est passible d’une amende », sur Tf1 info, 15 janvier 2021 (consulté le 15 juillet 2023).
20. ↑  Assemblée nationale | Question écrite n° 82585 de M. Abdoulatifou Aly (NI - Mayotte).
21. 1 2  « 3 Articles à lire pour comprendre les immatriculation Françaises de 1950 à 2009 : » [archive du 1er mars 2023], Francoplaque (consulté le 1er mars 2023).
22. ↑  Voir la photo du 1 JO 73 sur le site de Francoplaque
23. ↑  Voir la liste des séries omises sur le site de Francoplaque
24. ↑  Note no 23-07540-D/ARM/SIMMT/SDO/DTL/BGLB/ICP/NP du 20 juillet 2023 relative à l'immatriculation militaire des biens.
25. ↑  Arrêté du 22 juillet 2002 modifiant l'arrêté du 5 novembre 1984 relatif à l'immatriculation des véhicules.
26. ↑  Décision no 507767/DEF/COMFFECSA/ANTCOMFFECSA/ADJ du 8 décembre 2016 portant création d'une nouvelle série spéciale concernant l'immatriculation des véhicules privés des membres des forces françaises et l'élément civil stationnés en Allemagne.
27. ↑  « Privilèges - Les véhicules », sur le site du ministère des Affaires étrangères (consulté le 9 novembre 2012).
28. ↑  Fränk Kraus, « Plaques diplomatiques françaises » [archive du 1er mars 2023], sur le site de l'association « Francoplaque » (consulté le 1er mars 2023).
29. ↑  « Les immatriculations des véhicules diplomatiques », sur le site des représentations consulaires à Marseille (consulté le 9 novembre 2012).
30. ↑  « Arrêté du 9 février 2009 relatif aux modalités d'immatriculation des véhicules », sur Légifrance.
31. ↑  Catalogue de l'exposition Gabriel de Saint-Aubin, New York, Paris, 2007-2008, texte de Kim de Beaumont, Gabriel de Saint-Aubin revisté : le contexte biographique de ses œuvres parisiennes, note 51 page 46.
32. ↑  Recueil général des anciennes lois françaises : depuis l'an 420 ..., Volume 27, par Athanase-Jean-Léger Jourdan, Decrusy, François-André Isambert.
33. 1 2 3 4 5 6 7 8  « 3 articles sur le Système d'immatriculation Français de 1901 à 1928 », Francoplaque.
34. 1 2  (nl)« Geschiedenis van de kentekenplaat », deAutogids.nl.
35. 1 2 3 4  « Une petite histoire des plaques d’immatriculation en France » [archive du 16 janvier 2022], Francoplaque.
36. ↑  « Arrondissement minéralogique de Marseille », Les numéros d'immatriculation de la belle époque.
37. ↑  John Gunnell, A Collector's Guide to Automobilia, Krause Publications, 1994, 304 p. (ISBN 978-0-87341-295-7), p. 118.
38. ↑  « Arrondissement minéralogique de Rouen (Versailles) », Les numéros d'immatriculation de la belle époque.
39. ↑  « Arrondissement minéralogique du Mans/Nantes », Les numéros d'immatriculation de la belle époque.
40. 1 2 3 4 5  « Le Système d'immatriculation Français de 1928 à 1950 » [archive du 1er mars 2023], Francoplaque (consulté le 1er mars 2023).
41. ↑  « À partir de 1928 », Les immatriculations des années 1930-1940.
42. 1 2 3  « Indices départementaux avant et après 1950 », Histo Bus Dauphinois.
43. ↑  Code la Route de la Nouvelle-Calédonie - PARTIE II - Livre I - Titre II - Chapitre 2 - Paragraphe 3 - Article R. 112
44. ↑  « Code de la route : Chapitre 7 : Dispositifs et aménagements particuliers », sur www.legifrance.gouv.fr (consulté le 21 janvier 2023).
45. ↑  « Scandale des immatriculations : derrière les garages fictifs, des fraudeurs par milliers et un Etat défaillant », Le Monde,‎ 25 décembre 2024 (lire en ligne, consulté le 29 décembre 2024).